# Nōfuku-ji

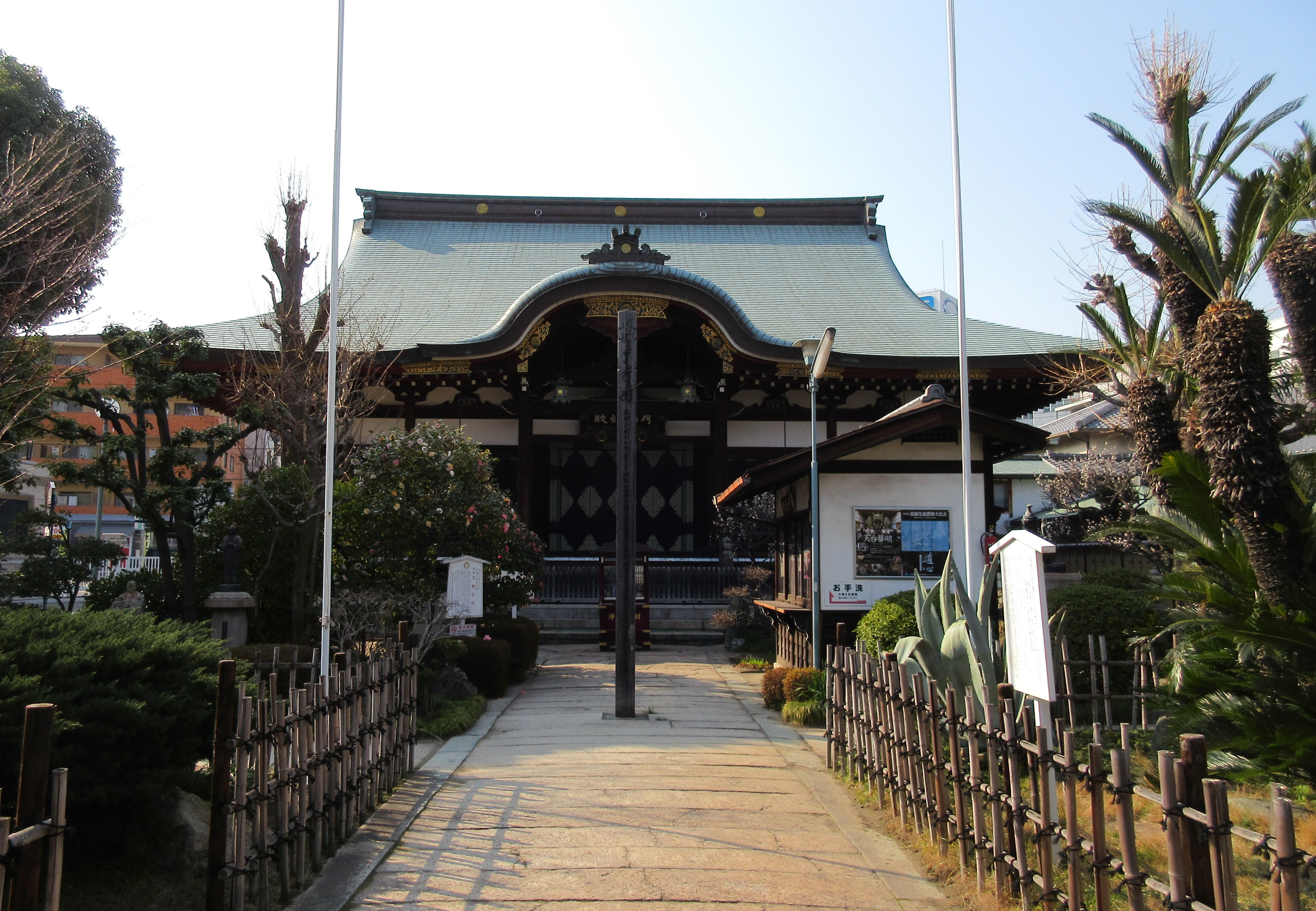
Haupthalle

Der Nōfuku-ji (japanisch 能福寺) mit dem Bergnamen Hōshakuzan (宝積山) ist ein Tempel der Tendai-Richtung des Buddhismus in den Bergen von Kōbe (Präfektur Hyōgo). Er ist der 23. Tempel des Neuen Saigoku-Pilgerwegs.

## Geschichte

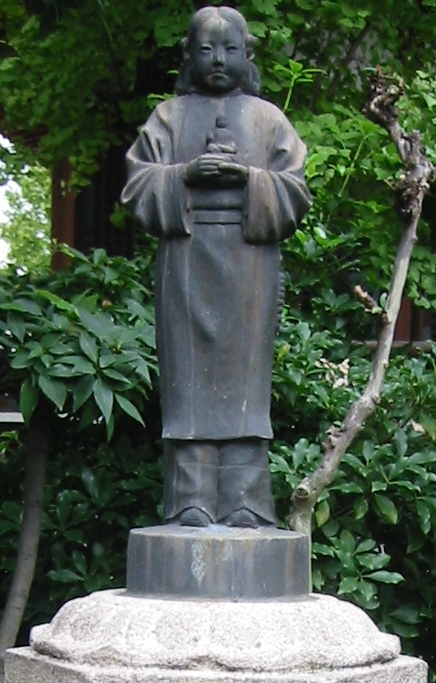
Statue des Saichō (最澄)

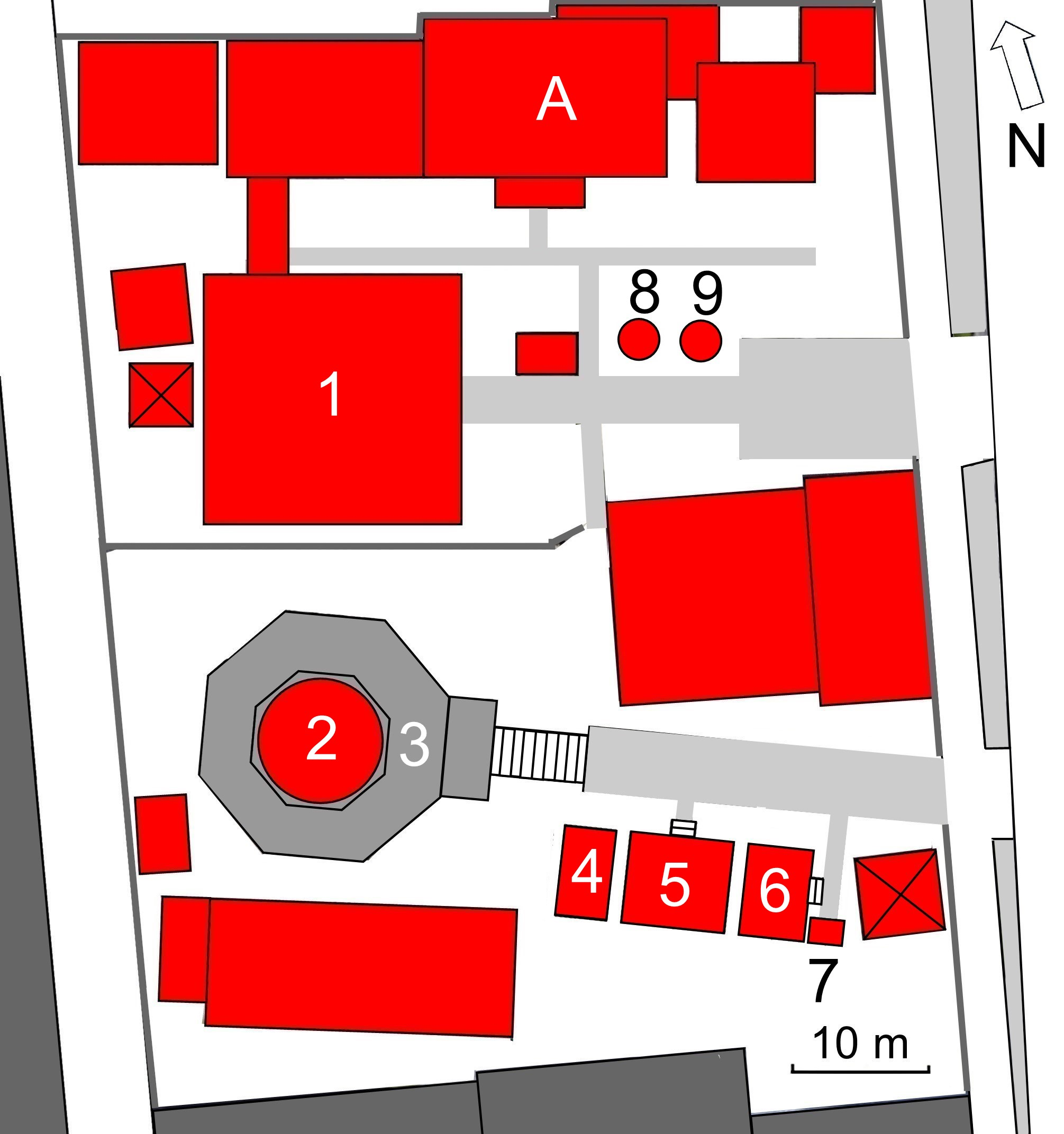
Plan des Tempels (s. Text)

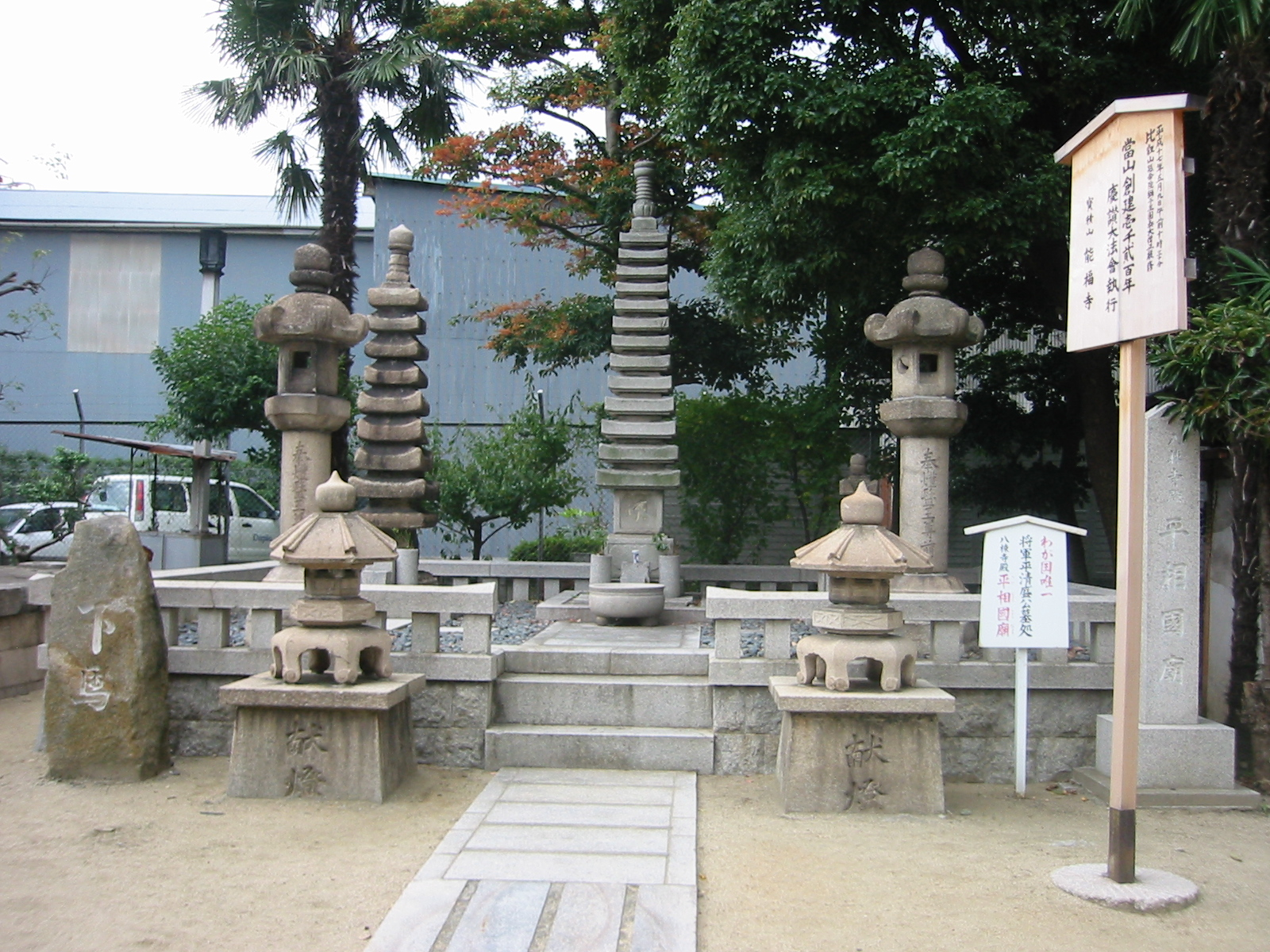
Grab des Taira no Kiyomori

Der Tempel wurde von Priester Saichō im 24. Jahr Enryaku (805) kurz nach seiner Rückkehr aus dem China der Tang-Zeit gegründet. Der Tempel ist bekannt dafür, dass später Taira no Kiyomori, nachdem er das Haus verließ, sich hier die Haare abschnitt und unter dem Namen „Jōkai“ (浄海) sein Mönchs-Gelübde ablegte. Zum Grab Kiyomoris gibt es verschiedene Darstellungen. So sollen nach seinem Tode 1181 seine sterblichen Überreste auf dem Heishōkokubyō bestattet worden sein, das sich ursprünglich beim zum Nōfuku-ji gehörenden Taiheisan Hattō-ji (太平山八棟) befand.

## Anlage
Man betritt den Tempel von Osten her und gelangt geradewegs zur Haupthalle (本堂 Hondō; im Plan 1), die hier poetisch „Tsuji no Waeiden“ (月輪影殿), etwa „Mondlicht-Halle“, genannt wird. Man passiert auf dem Wege dorthin zwei Gedenksteine auf der rechten Seite, zunächst den für Hamada Hikozō (9), besser bekannt als „Joseph Heco“, da er sich lange in den USA aufgehalten hatte. Es ist der erste Gedenkstein in Japan, der eine Inschrift auf Englisch trägt. Der Gedenkstein dahinter ist Kitakaze Shōzō (北風 正造; 8), einem Unternehmer gewidmet, der sich zu Beginn der Meiji-Zeit für die Entwicklung der Präfektur und für Kōbe eingesetzt hatte. Hinter den Gedenksteinen befindet sich im Norden das Abt- und Mönchsquartier (A).
Im südlichen Tempelbereich führt der Weg vom Eingang zu einer großen Buddha-Statue, zum Großen Buddha von Hyōgo (兵庫大仏 Hyōgo Daibutsu; 2). Er verkörpert einen der fünf Adibuddhas, den Vairocana (jap. 毘盧遮那 Birushana). Er steht auf einem achteckigen Podest, das über eine Treppe zu erreichen ist. Nachdem der Tempel nach der Meiji-Restauration im Rahmen der oft gewaltsamen Trennung von Buddhismus und Shintō abgerissen worden war, kam es in den späteren Jahren der Meiji-Zeit zu einer Beruhigung. So errichtete man 1891 eine große Buddha-Statue, die dann – zusammen mit den Großen Buddhas von Nara und Kamakura – zu den „Drei Großen“ gerechnet wurde. 1944 wurde die Bronze-Statue jedoch wegen der durch den Pazifikkrieg bedingten Metallnachfrage eingeschmolzen. Erst 1991 konnte eine neue Figur in veränderter Gestaltung aufgestellt werden. Die Körperhöhe beträgt 11 m, die Basis 3 m und das Gewicht 60 t.
Auf dem Weg zum Großen Buddha passiert man auf der linken Seite den Gedenkstein für Taki Zensaburo (滝善三郎; 1837–1868; 7), einem Samurai, der im Zusammenhang mit dem Kōbe-Zwischenfall sein Leben verlor. Daneben steht der Glockenturm des Tempels (鐘楼, Shōrō; 6), das Grab Kiyomoris aus dem ehemaligen Heishōkokubyō (平相国廟; 5) und der kleine Schrein Tōshō Inaridō (當勝稲荷堂; 4).
Zu den Stücken aus Stein gehört auch die laternenartige Steinpagode (宝篋印塔 Hōkyōintō) vor dem Heishōkokubyō und eine neunstufige steinerne Pagode (九重塔 Kyūjū no tō). Beide Skulpturen stammen aus der Kamakura-Zeit. Auch eine Statue des Templgründers Saichō ist zu sehen.

## Tempelschätze
Unter den Tempelschätzen befindet sich eine elfgesichtige Kannon (木造十一面観音菩薩立像 Mokuzō jūichimen Kannon bosatsu ritsuzō) aus der Heian-Zeit. Sie ist aus einem Stück Hinoki-Holz gefertigt und ist als Wichtiges Kulturgut Japans registriert. die Skulptur kam in der Hōreki-Ära (1751–1764) vom Zensui-ji (善水寺) in der Präfektur Shiga zum Wada-Schrein (和田神社) in der Präfektur Hyōgo und schließlich in der Meiji-Zeit zu diesem Tempel.